# Touching Starlight
Touching Starlight ((zh): 星星点灯) est un film chinois réalisé pour la télévision par Sun Wenxue. Le film raconte l'histoire vrai d'une jeune danseuse qui avait tout pour réussir, mais qui perd l'usage de ses jambes à la suite d'une maladie. Elle devra réapprendre à vivre sans la danse.
C'était le premier film dans lequel Zhang Ziyi a joué. Il eut peu de succès puisqu'il fut tourné pour la télévision chinoise avec un budget très modeste et fut ensuite distribué en Video CD avec sous-titres anglais. Les fans de Zhang Ziyi ont ensuite sortie une version DVD, aujourd'hui très dure à se procurer. Le film figure également sur une édition de collection japonaise du film également avec Zhang Ziyi, Jasmine Women.  

## Distribution
- Zhang Ziyi : Chen Wei
- Min Sun : Zhao Dalei